# Деймон Найт
Деймон Найт (англ. Damon Knight) — американський письменник-фантаст, редактор і критик НФ. . А за його внесок до жанру фантастики Найт став 13-м лауреатом премії «Гросмейстер фантастики» (1995) та був нагороджений премією «Пілігрим» (1975), а також був включений до Залу слави фантастики та Залу слави Першого фендому.

## Життєпис

### Перші кроки
Деймон Френсіс Найт народився 19 вересня 1922 року в Бейкері, штат Орегон. Після школи Найт відвідував Центр мистецтв WPA у Сейлемі (штат Орегон), але не закінчив його, переключившись на літературну діяльність. Будучи тінейджером, у 1941 році Деймон автостопом перебрався з Орегону в Нью-Йорк і став членом групи «Футуріанців», куди входили Фредерик Пол, Айзек Азімов, Сиріл Корнблат та інші письменники і фани (про що пізніше писав у мемуарах «Футуріанці: історія науково-фантастичної „сім'ї“ 30-х років, з якої виросли сьогоднішні найкращі письменники-фантасти й редактори», англ. The Futurians: The Story of the S. F. Family of the 30's, 1977 рік).

### Кар'єра
Після своєї першої публікації, в 1943 році Найт починає професійно працювати в журналах компанії Popular Publishing, а в 1950 році він стає редактором журналу «Worlds Beyond».
У 1965 році Деймон Найт заснував Асоціацію американських письменників-фантастів і став першим її президентом.. Зараз Асоціація SFWA (Наукова фантастика і фентезі письменників Америки) об'єднує понад 1200 найвідоміших і обдарованих письменників, художників, редакторів з усього світу.
У 1965 році Деймон Найт разом Ллойдом Бігглом -молодшим заснував премію «Неб'юла».
З 1966 по 1980 рік Найт був упорядником 21-го випуску знаменитої серії антології «Orbit», в якій вперше голосно пролунали імена Джина Вулфа, Р. А. Лафферті, Кейта Вільгельма, Гарднера Дозуа та інших письменників. Серія антологій, вважалася «еталонною» і познайомила читачів з вершинами англомовної фантастики (в тому числі наукової).
У 1995 році за заслуги перед жанром Найту було присуджено звання  Гросмейстера фантастики.

### Особисте життя
Деймон Найт був одружений тричі: з Гертрудою Верндл (Gertrud Werndl), потім з Елен дель Рей (Helen del Rey), колишньою дружиною Лестера дель Рея, і з Кейт Вільгельм. З Кейт Деймон одружився в 1963 році й був з нею до самої своєї смерті.
Найт помер 15 квітня 2002 року в Юджіні, залишивши після себе творчу спадщину з більш ніж 100 оповідань і півтора десятків романів.

## Творчість

### Літературна творчість
Перша публікація Деймона — оповідання «Tiger Ride», було написане спільно з Джеймсом Блішом в 1941 році.
У першій половині 50-х років з-під пера Найта виходить низка оповідань, присвячених проблемам розвитку людства, контактів з позаземними цивілізаціями, включаючи «Турбота про людину» (To Serve Man, 1950 рік), який отримав премію Ретро-Г'юго в 1951 році. У 1951 році вийшли оповідання: «Не живи минулим» (don't Live in the Past) «Юнга» (Cabin Boy); в 1952 році: «Аналоги» (The Analogues), «Квиток у будь-куди» (Ticket to Anywhere), «Прибережний бродяга» (Beachcomber). У 1953 році з'являється оповідання «Вавилон II» (Babel II), про лінгвістичні можливості при інопланетному контакті. В цьому ж ходу було написано оповідання «Чотири в одному» (Four in One) про інопланетний організм-симбіот. У 1955 було написане оповідання «Країна Добра» (The Country of the Kind), у якому суспільство карає злочинців «психологічною» самотністю.

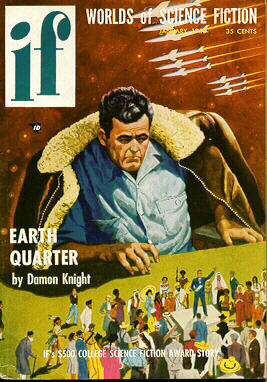
If 195501

Перший науково-фантастичний роман Найта — «Пекельний тротуар» (Hell's Pavement) — виходить у 1955 році. Роман виріс з оповідання «Люди-аналоги». Разом з ранніми «Аналогами», «Квитком у будь-куди» і «Країною Добра» роман увійшов у цикл «Аналоги» (Analogs), антиутопії, в якій всі жителі знаходяться під контролем своїх фантомів-«двійників», імплантованих в свідомість можновладцями. Не менше зацікавлення викликав у читачів та критиків цикл зв'язаних фантастико-гумористичних оповідань «Світ і Торін» (The World and Thorinn) .
Продовжуючи тему «Аналогів», Найт пише в 1959 році роман «Виробник людей» (The People Maker) , у якому «дублікатор матерії» створює копії людей, і роман «Перемикач розуму» (Mind Switch) , що вийшов у 1965 році, про ситуацію пересадки людського мозку в тіло інопланетянина.
Інші ранні романи Найта «Майстри еволюції» (Masters of Evolution) , «Земний квартал» (The Earth Quarter, or The Sun Saboteurs) , «За бар'єром» (Beyond the Barrier) , «Терор Рітіана» (The Rithian Terror)  — були достойними зразками фантастики свого часу та не мали подібного успіху
Серед найвідоміших праць Найта малої форми слід виокремити оповідання «Назад, нульовий час» (Backward, O Time) і «Де почався пляжний час» (Where The Beach Time Began) 1956 року; «Око за що?» (An Eye for a What?) і «Людина в банці» (Man in the Jar) 1957 року; «Ідіотська палиця» (Idiot Stick), «Красива Річ» (Thing of Beauty), «Будь моїм гостем» (Be My Guest), «Ворог» (The Enemy), «Ерипмав» (Eripmav), «Ніч лжі» (The Night of Lies) 1958 року; «Керівник» (The Handler) і «Часу достатньо» (Enough Time) 1960 року; «Аутодафе» (Auto-da-Fe) 1961 року. У 1963 році виходить оповідання «Великий бум» (The Big Pat Boom), де підприємництво і споживацтво представлені в саркастичному ракурсі). Потім з'являються «Красуня на замовлення» (Maid to Measure, 1964) та «Тяга до непорочності» (To the Pure, 1966). У 1967 роки виходить досить філософське оповідання «Чи прославить прах тебе?» (Shall the Dust Praise Thee?), про моральний аспект відповідальності Бога за загибель людства в ядерній війні. Відразу за ним, в 1968 році, було написано оповідання «Маски» (Masks) — розповідь про психологічні проблеми кіборга.
Серед пізніх романів є не менш оригінальні книги — «Людина на дереві» (The Man in the Tree, 1984), підводна дилогія «МП» (CV)  та «Спостерігачі» (The Observers) , «Що роблять птахи?» (Why Do Birds, 1992), а також «Шалтай-болтай: овал» (Humpty Dumpty: An Oval, 1996).
Крім прози, Найт випустив дві збірки віршів: «Ghouls Feeding» (1944) і «TAB A» (1993 ).

### Деймон Найт як критик
Крім письменницької діяльності, Найт звертається до літературної критики. Він був першим рецензентом, який спробував підняти високо планку наукової фантастики, поставив науково-фантастичну прозу на один рівень з панівною над нею художньою літературою, випустив масу есе, оглядів, статей.
У 1956 році Найт разом з Джеймсом Блішем та Джудіт Меррілл (Judith Merril) заснував Конференцію Авторів НФ (National Fantasy Fan Federation), і понад 20 років проводив зі сподвижниками знамениті письменницькі семінари, спочатку Мілфордські (Milford writer's Workshop), потім щорічні Клеріонівські (Clarion Workshop) семінари.
У тому ж році удостоєний премії «Г'юго» за збірку критичних статей «In Search of Wonder», яка заклала методологічні та художні принципи жанрової критики.

## Нагороди
- 1951 рік — Премія «Ретро-Г'юго» в номінації «оповідання» (Short Story) за «Турбота про людину» (To Serve Man, 1950 рік). Премія була ретроспективна, вручалася в 2001 році.
- 1956 рік — Премія «Г'юго» в номінації Рецензент (Book Reviewer) за збірку критичних статей «In Search of Wonder».
- 1975 рік — Премія «Пілігрим» (англ. Pilgrim Award) від SFRA (Асоціації Дослідження Наукової фантастики).
- 1995 рік  Меморіальна премія «Гросмейстер фантастики» імені Деймона Найта. (Grand Master)